# Cantone di Saint-Pol-sur-Ternoise
Il Cantone di Saint-Pol-sur-Ternoise è una divisione amministrativa dell'arrondissement di Arras.
A seguito della riforma approvata con decreto del 24 febbraio 2014, che ha avuto attuazione dopo le elezioni dipartimentali del 2015, è passato da 42 a 88 comuni.

## Composizione
I 42 comuni facenti parte prima della riforma del 2014 erano:
- Beauvois
- Bermicourt
- Blangerval-Blangermont
- Brias
- Buneville
- Croisette
- Croix-en-Ternois
- Diéval
- Écoivres
- Flers
- Foufflin-Ricametz
- Framecourt
- Gauchin-Verloingt
- Guinecourt
- Hautecloque
- Héricourt
- Herlincourt
- Herlin-le-Sec
- Hernicourt
- Humerœuille
- Humières
- Ligny-Saint-Flochel
- Linzeux
- Maisnil
- Marquay
- Moncheaux-lès-Frévent
- Monts-en-Ternois
- Neuville-au-Cornet
- Nuncq-Hautecôte
- Œuf-en-Ternois
- Ostreville
- Pierremont
- Ramecourt
- Roëllecourt
- Saint-Michel-sur-Ternoise
- Saint-Pol-sur-Ternoise
- Séricourt
- Sibiville
- Siracourt
- Ternas
- Troisvaux
- Wavrans-sur-Ternoise

Dal 2015 i comuni appartenenti al cantone sono i seguenti 88:
- Anvin
- Aubrometz
- Aumerval
- Averdoingt
- Bailleul-lès-Pernes
- Beauvois
- Bergueneuse
- Bermicourt
- Blangerval-Blangermont
- Bonnières
- Boubers-sur-Canche
- Bouret-sur-Canche
- Bours
- Boyaval
- Brias
- Buneville
- Canteleux
- Conchy-sur-Canche
- Conteville-en-Ternois
- Croisette
- Croix-en-Ternois
- Écoivres
- Eps
- Équirre
- Érin
- Fiefs
- Flers
- Fleury
- Floringhem
- Fontaine-lès-Boulans
- Fontaine-lès-Hermans
- Fortel-en-Artois
- Foufflin-Ricametz
- Framecourt
- Frévent
- Gauchin-Verloingt
- Gouy-en-Ternois
- Guinecourt
- Hautecloque
- Héricourt
- Herlincourt
- Herlin-le-Sec
- Hernicourt
- Hestrus
- Heuchin
- Huclier
- Humerœuille
- Humières
- Ligny-sur-Canche
- Ligny-Saint-Flochel
- Linzeux
- Lisbourg
- Maisnil
- Marest
- Marquay
- Moncheaux-lès-Frévent
- Monchel-sur-Canche
- Monchy-Breton
- Monchy-Cayeux
- Monts-en-Ternois
- Nédon
- Nédonchel
- Neuville-au-Cornet
- Nuncq-Hautecôte
- Œuf-en-Ternois
- Ostreville
- Pernes
- Pierremont
- Prédefin
- Pressy
- Ramecourt
- Roëllecourt
- Sachin
- Sains-lès-Pernes
- Saint-Michel-sur-Ternoise
- Saint-Pol-sur-Ternoise
- Séricourt
- Sibiville
- Siracourt
- Tangry
- Teneur
- Ternas
- La Thieuloye
- Tilly-Capelle
- Troisvaux
- Vacquerie-le-Boucq
- Valhuon
- Wavrans-sur-Ternoise